# Abri de la Madeleine
De Abri de la Madeleine is een grote klif met rotswoningen (abris sous-roche in het Frans) in de Dordogne in Aquitanië, Frankrijk.
De abri is een pre-historische schuilplaats onder een overhangende klif vlak bij Tursac. Naar deze abri is genoemd het Magdalénien, een van de culturen van het laatpaleolithicum in West-Europa. Deze periode, die ook wel de "tijd van de rendieren" ("L'Age du Renne") werd genoemd, is voor veel mensen synoniem met rendierjagers, hoewel op de vindplaatsen ook veel bewijzen zijn gevonden voor de jacht op edelherten, paarden en andere grote zoogdieren die aan het einde van de ijstijd in Europa voorkwamen. Er zijn vondsten gedaan van ruim 20.000 jaar geleden. In de middeleeuwen is de schuilplaats opnieuw in gebruik genomen. Boven op de klif staat het middeleeuwse kasteel Petit Marsac.

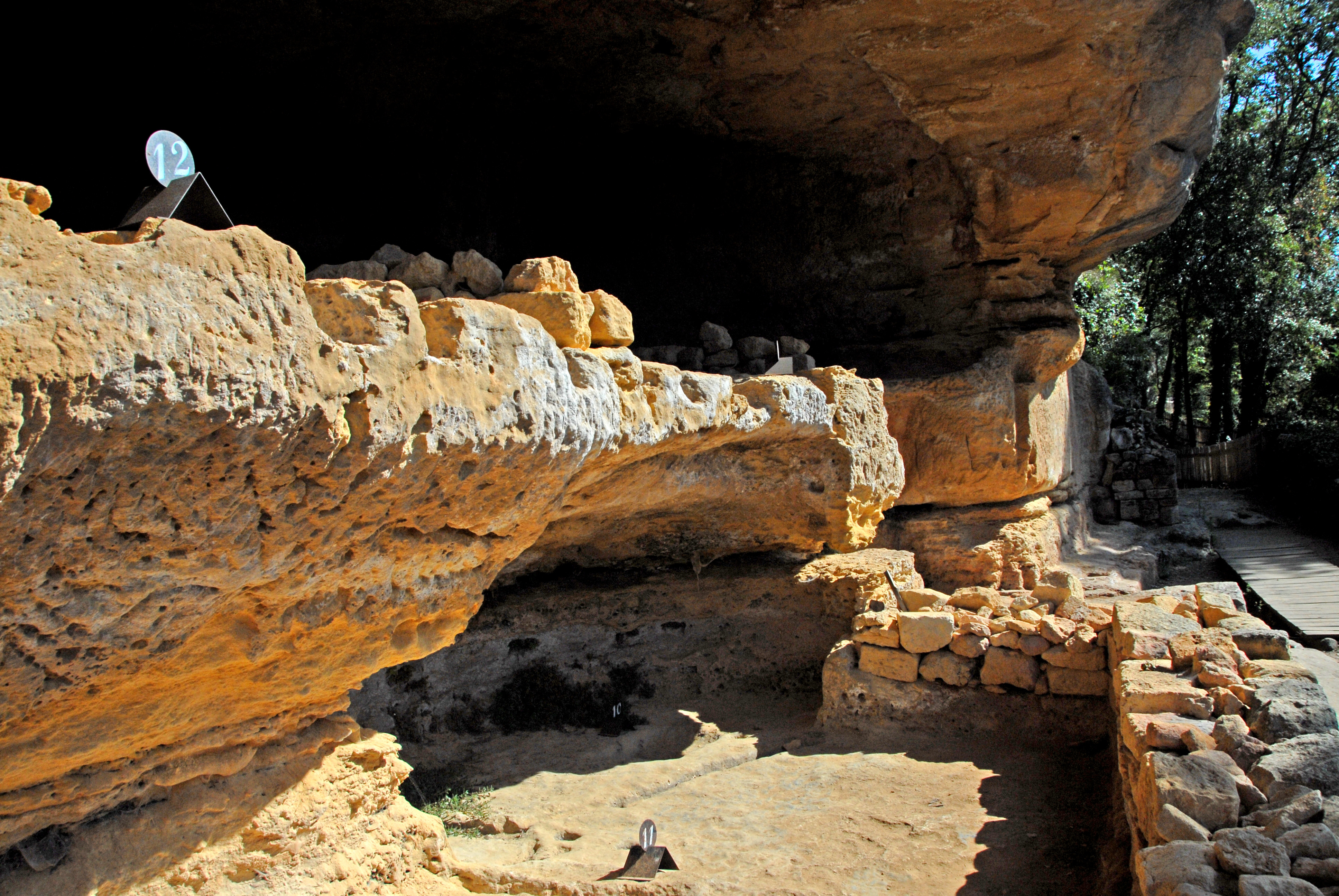
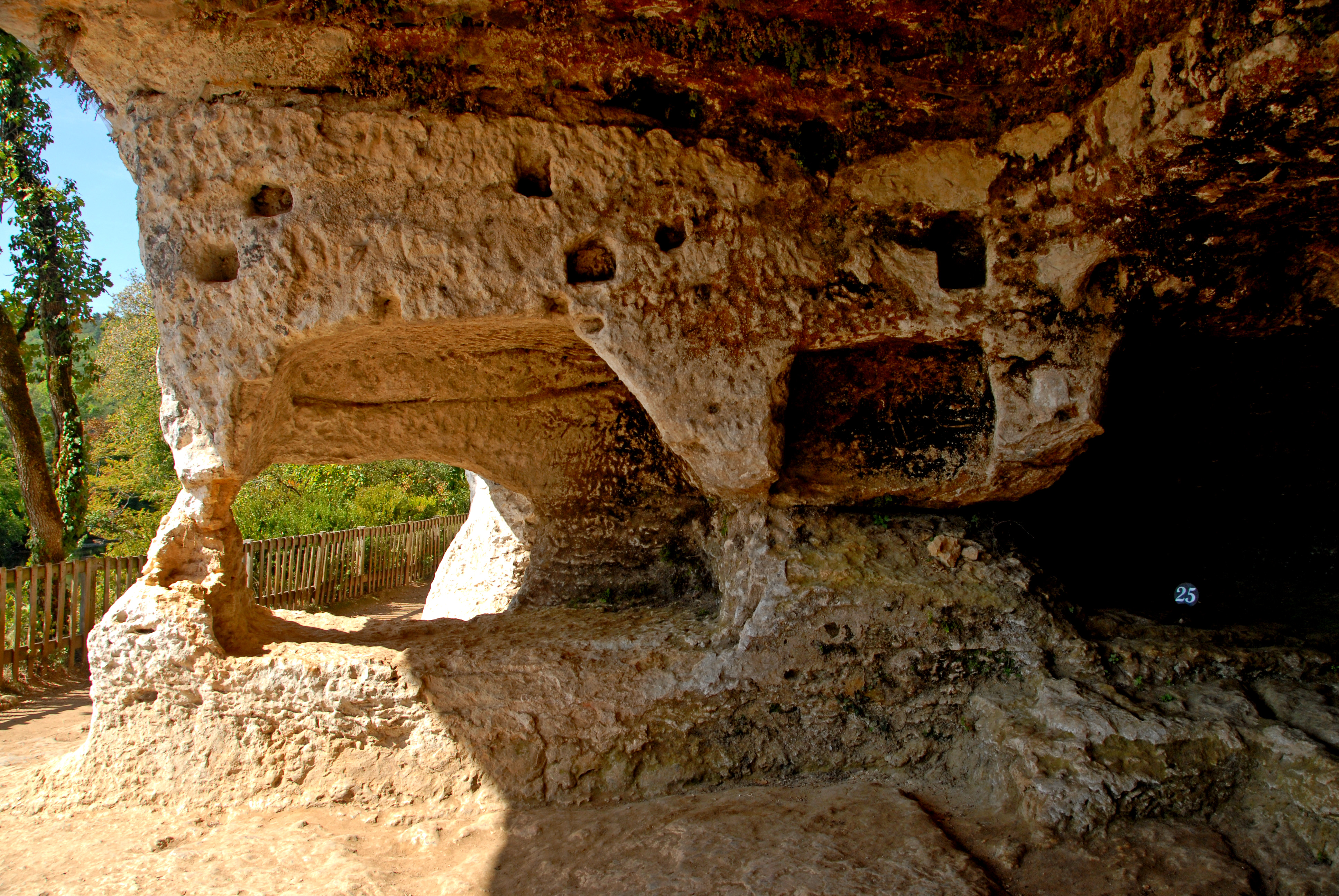
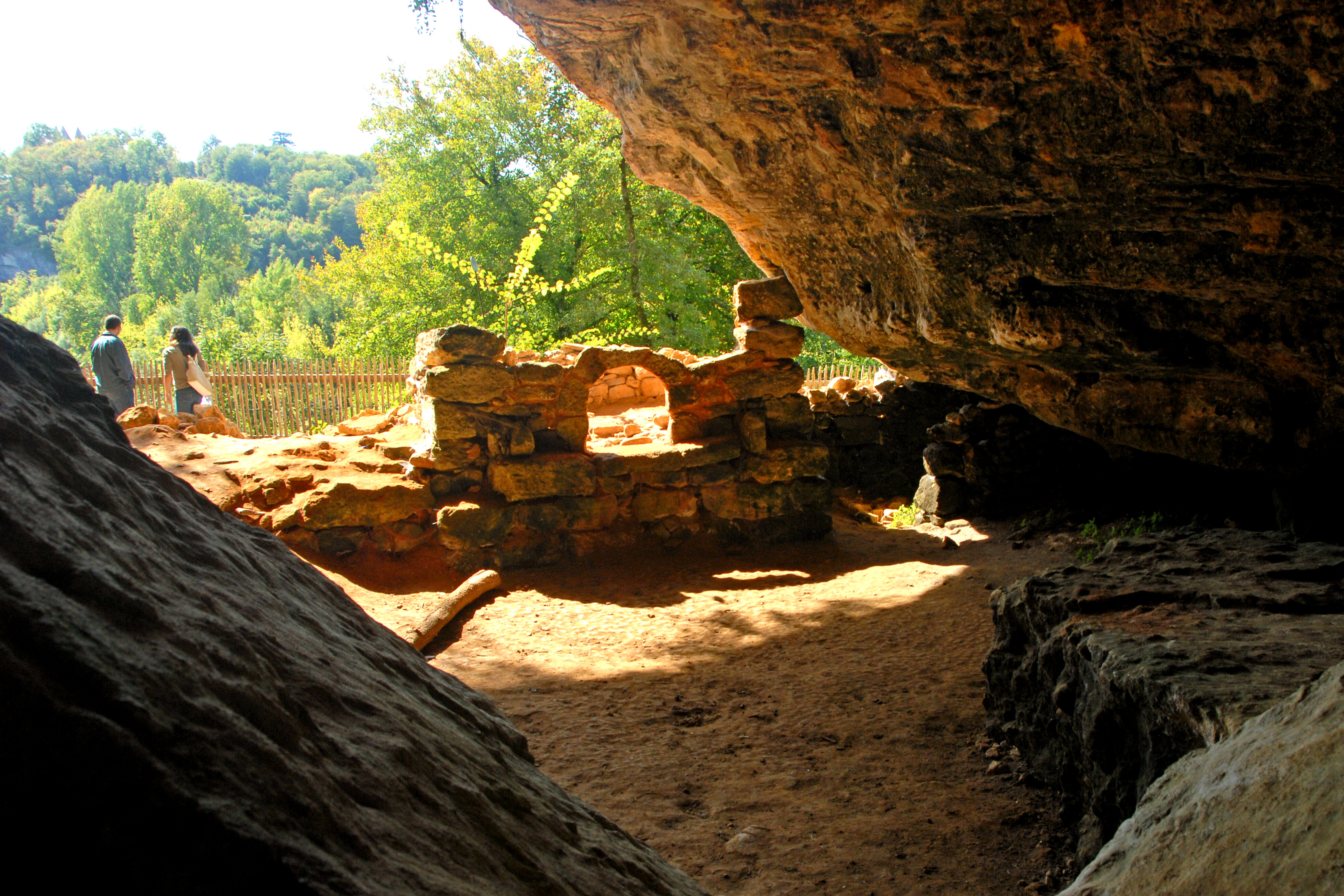
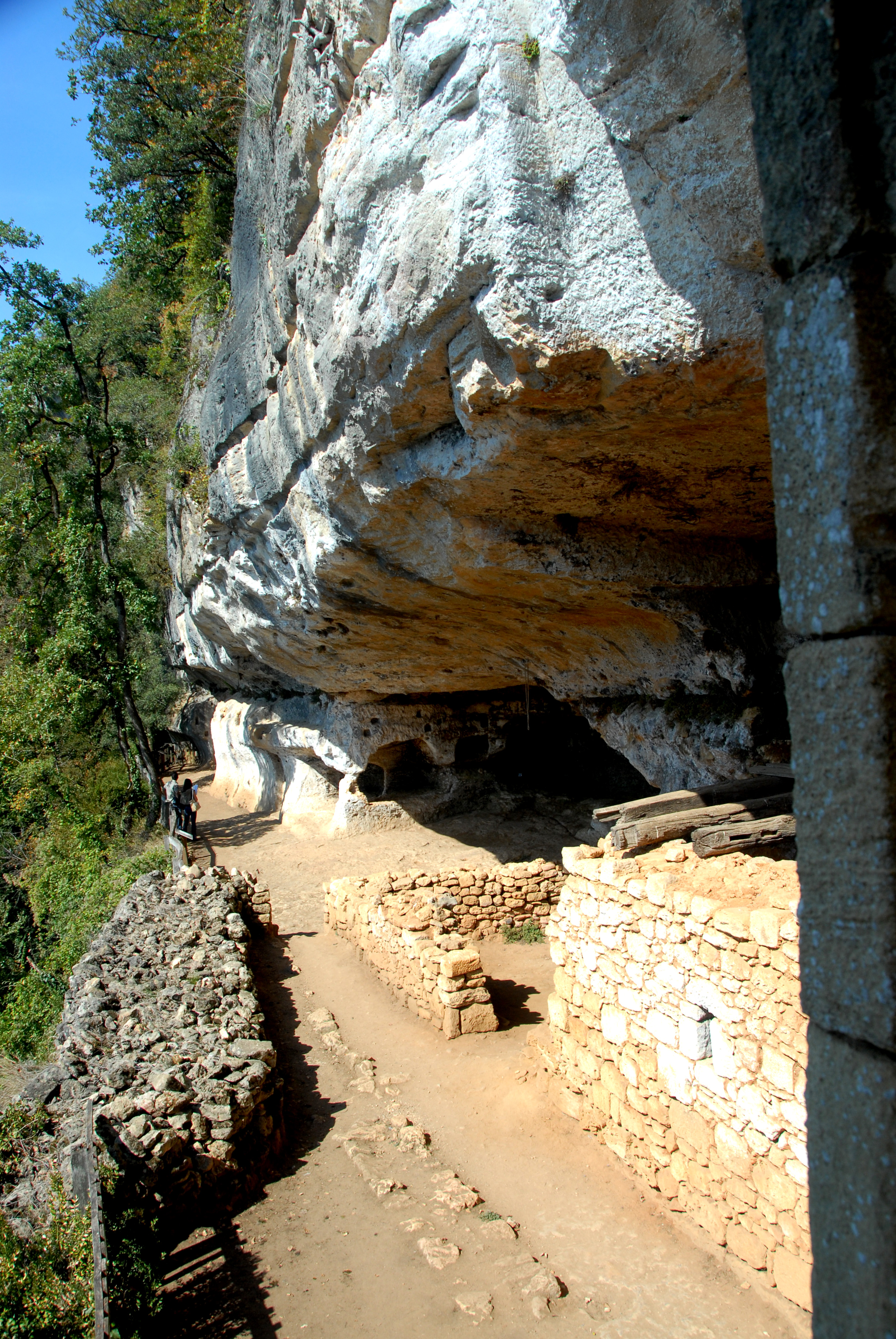